# Waterunie
Waterunie is een bedrijf dat gericht is op het optimaliseren van de watervoorziening in de verzorgingsgebieden van de Belgische waterbedrijven FARYS en De Watergroep, die over heel Vlaanderen met elkaar verweven zijn. Waterunie is een dochterbedrijf van beide organisaties. Als dochterbedrijf moet de Waterunie zorgen voor een versterkte beleidsmatige effectiviteit en een financiële efficiëntie, verkregen door bundeling van de productiecapaciteit van De Watergroep en de transportcapaciteit van Farys.

## Geschiedenis
Waterunie werd in maart 2022 opgericht. Het wettelijke kader om de oprichting van een feitelijke fusie (operatormodel) mogelijk te maken, werd bevestigd via het Vlaamse machtigingsdecreet dat op 13 december 2023 voorkwam in het Vlaams Parlement. Het groen licht vanwege de steden en gemeenten, vennoten en deelnemers van De Watergroep en van Farys, volgde op 15 december 2024.